# Bataille d'Atlanta
Guerre de Sécession
Batailles
- Rocky Face Ridge
- Resaca
- Adairsville
- New Hope Church
- Pickett's Mill
- Dallas
- Kolb's Farm
- Kennesaw Mountain
- Marietta
- Noonday Creek
- Pace's Ferry
- Peachtree Creek
- Atlanta
- Ezra Church
- Brown's Mill
- Utoy Creek
- Dalton
- Lovejoy's Station
- Jonesborough

La bataille d'Atlanta est une bataille de la guerre de Sécession américaine qui eut lieu le 22 juillet 1864. Le général William Tecumseh Sherman mène les forces nordistes dans ce tournant majeur de la guerre qui lui permet de briser la défense des Confédérés autour de la ville d'Atlanta (État de Géorgie).
La ville ne tombe cependant aux mains des nordistes que le 2 septembre 1864.

## Conséquences militaires
La prise d'Atlanta, le 1er septembre 1864, représente le début de la première guerre totale qui  est une guerre d'anéantissement provoquée par la production en masse de matériel militaire due à la Révolution Industrielle. Cette bataille anticipe les batailles de Madrid, pendant la guerre d'Espagne (1936-1939) et celles de Stalingrad et Berlin, pendant la Seconde Guerre mondiale ; les ravages subis par les États du Sud, entre septembre 1864 et la fin de la guerre en avril 1865 augurent des destructions subies par l'Europe au cours des deux guerres mondiales.

## Conséquences politiques
La chute de la ville confédérée d'Atlanta eut des impacts politiques considérables. Lors de l'élection présidentielle américaine de 1864, l'ex-général nordiste George McClellan, démocrate, se présenta face à Abraham Lincoln et appela à une trêve avec les Confédérés. Toutefois, l'augmentation du moral des nordistes voyant la victoire possible (relayée par les journaux de l'Union) vit Lincoln être réélu avec la majorité des voix (55,5 % contre 45 % des voix pour McClellan).